# Pentatrichomonas hominis
Pentatrichomonas hominis es un protozoo flagelado perteneciente al orden Trichomonadida que parasita principalmente el intestino grueso de los seres humanos y otros mamíferos.

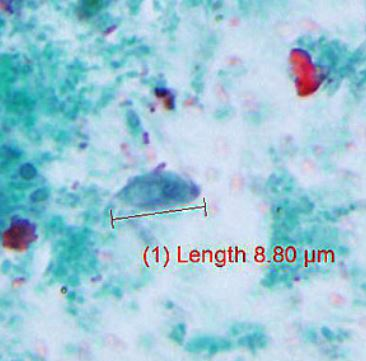
Parasite obtained for analysis by the CDC

## Características generales
- Suele presentar un tamaño inferior a 20 μm.
- Carece de mitocondrias.
- Posee un aparato de Golgi denominado cuerpo parabasal.
- Únicamente tiene un hospedador (monoxeno), es cosmopolita y tiene una única forma de vida en su ciclo vital, el trofozoito, ya que no forma quistes.
- Trofozoíto: presenta un tamaño de unos 20 μm de longitud y una morfología piriforme. Posee 6 flagelos, todos anteriores excepto uno, que se encuentra asociado a la superficie celular formando una membrana ondulante. Paralelo a dicha membrana se dispone, en el interior de la célula, un haz de microtúbulos denominado costa. Atravesando el citoplasma como un eje y sobresaliendo notablemente por el extremo posterior, presenta una estructura formada por microtúbulos denominada axostilo. Tiene un único núcleo con endosoma que se dispone en la zona anterior, cerca del punto de inserción de los flagelos. El trofozoito es la forma vegetativa que se alimenta, se reproduce e infecta.
- Alimentación por fagocitosis y pinocitosis de restos de alimento y bacterias del intestino grueso.
- Reproducción por división binaria longitudinal. No presentan reproducción sexual.

## Ciclo vital e infección
P. hominis vive en el intestino grueso. Los trofozoitos, al no presentar estado de quiste, son infectantes en todo momento. La vía de transmisión más común es la ingestión de trofozoitos por medio de alimentos o de bebida infectados con materia fecal. En ciertos casos, las moscas pueden actuar como vectores mecánicos de los trofozoitos, al transportar restos de materia fecal a los alimentos.
Una vez establecidos en el nuevo hospedador los trofozoitos se dividen y se extienden por todo el intestino grueso.

## Patología
P. hominis es considerado como un parásito apatógeno, pero si la infección es severa y el número de trofozoitos en el intestino aumenta considerablemente puede llegar a provocar diarrea por irritación de la mucosa.

## Epidemiología
P. hominis se aloja en el intestino grueso de humanos, otros primates, del perro y ciertos roedores. Se estima que su prevalencia en infecciones humanas puede alcanzar hasta el 25% en algunas regiones cálidas.